# Automeris lemensis
Automeris lemensis är en fjärilsart som beskrevs av Lemaire 1972. Automeris lemensis ingår i släktet Automeris och familjen påfågelsspinnare. Inga underarter finns listade i Catalogue of Life.